# Dick Dale
Dick Dale, właśc. Richard Anthony Monsour (ur. 4 maja 1937 w Bostonie, zm. 16 marca 2019 w Loma Linda) – amerykański gitarzysta, pionier surf rocka. Autor wielu wpływowych utworów, m.in. Let's Go Trippin (1961). Jego wykonanie ludowego utworu Misirlou z 1962 r. zostało wykorzystane w filmie Pulp Fiction (1994) Quentina Tarantino i uzyskało status platynowej płyty. Na jego muzyce wzorowali się m.in. Jimi Hendrix, Stevie Ray Vaughan czy Eddie Van Halen.
Był aktywny muzycznie do końca życia. Zmarł 16 marca 2019.